# Лука Грбић
Лука Грбић (Београд, 15. децембра 2000) српски је глумац.

## Биографија
Лука Грбић је рођен 15. децембра 2000. године, а глумом је почео да се бави у Уметничној радионици Кесић, као седмогодишњак. Као полазник те радионице играо је у више представа, док је касније био ангажован и на снимању телевизијских реклама. Био је водитељ Глумијаде, првог међународног фестивала дечје драмске игре, одржаног у априлу 2016. године у београдском Дечјем културном центру. Своју прву филмску улогу забележио је у остварењу Милоша Аврамовића, Јужни ветар из 2018, у ком је тумачио лик Ненада Мараша, млађег брата главног лика Петра, ког је играо Милош Биковић. За улогу у том филму, Лука Грбић је награђен као најбољи дебитант на 53. по реду фестивалу „Филмски сусрети“ у Нишу. Паралелно са завршном годином Прве београдске гимназије, уписао је студије на Факултету драмских уметности.

## Филмографија
| Год.  | Назив                  | Улога        |
| ----- | ---------------------- | ------------ |
| 2018. | Јужни ветар            | Ненад Мараш  |
| 2019. | Бисер Бојане           | Млади Никола |
| 2019. | Швиндлери              | Сашица       |
| 2020. | Јужни ветар (серија)   | Ненад Мараш  |
| 2021. | Тајне винове лозе      | Иван         |
| 2021. | Јужни ветар 2: Убрзање | Ненад Мараш  |
| 2022. | Бунар (серија)         | Дарко        |
| 2023. | Посета                 | Миљан        |
| 2023. | Што се боре мисли моје |              |

## Награде и признања
- Награда за најбољи деби на 53. фестивалу „Филмски сусрети“ у Нишу.[7]